# Szent Zenóbia
Szent Zenóbia vértanú, katolikus szent, ünnepe október 30-án van.
Szent Zenóbiusz és Szent Zenóbia édestestvérek voltak. A szüleik halála után maradt vagyont szétosztogatták a szegények között, ily módon ők is szegényekké váltak. Zenóbiusz Istentől megkapta a gyógyítás ajándékát, és ezt gazdagon hasznosította, így eleget téve Isten akaratának. Mindketten boldogan élték életüket. Szép élete miatt Zenóbiuszt szülővárosa  püspökévé szentelték, de Dicletianus császár és serege elkapta, megkínozta és keresztre feszítette. Ezt meghallva Zenóbia rögtön testvére után sietett, és ő is kereszténynek vallotta magát. Mindkettejüket megkínozták és kardhalálra ítélték.

## Forrás
- Szent Zenóbiosz papvértanú és nővére, Szent Zenóbia aegae-i (Kilíkia) vértanúk